# Lagoa dos Três Cantos
Lagoa dos Três Cantos là một đô thị thuộc bang Rio Grande do Sul, Brasil. Đô thị này có diện tích 138,636 km², dân số năm 2007 là 1590 người, mật độ 11,47 người/km².